# Зеда Мукеді
Зеда Мукеді (груз. ზედა მუქედი) — село в Грузії.
За даними перепису населення 2014 року в селі проживає 298 осіб.